# Mauna acuminata
Mauna acuminata là một loài bướm đêm trong họ Geometridae.